# Manière fine et large
La manière fine et la manière large (de l'italien : maniera fina et maniera larga) sont deux styles de gravure italienne du XVe siècle. Leur nom vient de l'épaisseur des lignes gravées.

## Histoire
La gravure au burin est créée en Allemagne au début du XVe siècle. Elle se développe lentement et est peu productive en Italie.
Pendant que les gravures allemandes apparaissent dans un contexte gothique, les italiennes, elles, proviennent de la Renaissance primitive et, depuis le début, les estampes sont plus larges, d'une atmosphère plus ouverte et de sujets classiques et exotiques. Elles sont travaillées de façon moins dense et n'utilisent pas la hachure, contrairement aux graveurs de la vallée du Rhin. C'est l'orfèvre florentin Maso Finiguerra (1426-1464) qui, appliquant la technique du niellage sur papier, inventa la gravure en taille-douce.
À partir des années 1460-1490, deux styles se développent à Florence, qui reste le plus grand centre de gravure italienne : ils sont appelés « manière fine » et « manière large », faisant référence à l'épaisseur des lignes utilisées.

## Définition
Laran reprend en 1959 une définition de Koloff datant de 1872 en ces termes :

« La première [la manière fine] se caractérisait par des travaux très serrés, à peine distincts ; la seconde [la manière large], par des hachures bien détachées, comme dans un dessin à la plume, franchement exécuté. De plus, la manière fine traduirait une délicatesse de sentiment botticellienne ; la manière large serait plus virilement pollajuolesque… Dans la réalité, les cas intermédiaires et les hybrides sont aussi nombreux que les cas bien tranchés. L'original et sa copie, le premier plan et le fond d'une même estampe devraient être rattachés souvent à deux catégories différentes. Ceux qui ont pratiqué ce système de classement doivent savoir mieux que personne qu'il s'agit d'un pis aller, fort arbitraire, assez peu significatif et, au total, bien incommode. »

— J. Laran, L'Estampe, Paris, PUF, 1959, vol. I, p. 40.
Selon l’Encyclopédie Larousse, la manière fine est très influencée par le niellage et les orfèvres, tandis que la manière large est plus influencée par le dessin à la plume, et donc probablement plus pratiquée par des peintres.

## Artistes représentatifs
Les artistes les plus représentatifs de la manière fine sont Baccio Baldini (1436-1487) et le Maître de la Passion de Vienne. Ceux de la manière large sont Francesco Rosselli (1445-1513), Andrea Mantegna (1431-1506) et Antonio Pollaiuolo (1431-1496), dont la seule estampe est Combat d'hommes nus, le chef-d'œuvre de la gravure florentine du XVe siècle,,. Pollaiuolo utilise pour cette gravure un nouveau « coup de retour » en zigzag pour le modelage — une technique qu'il a certainement inventée.
Les graveurs florentins gravitaient surtout autour de Botticelli et quand son école disparaît, la ville ne produit pratiquement plus de gravure pendant environ un siècle.